# Hayato Asakawa
Hayato Asakawa (浅川 隼人 Asakawa Hayato?, nacido el 10 de mayo de 1995 en Chiba) es un futbolista japonés que juega como delantero.
En 2018, Asakawa se unió al YSCC Yokohama de la J3 League.

## Trayectoria

### Clubes
| Club          | País  | Año    |
| ------------- | ----- | ------ |
| YSCC Yokohama | Japón | 2018 - |

## Estadística de carrera

### J. League
| Club          | Año   | J. League | J. League | Copa J. League | Copa J. League | Total | Total |
| Club          | Año   | Part.     | Goles     | Part.          | Goles          | Part. | Goles |
| ------------- | ----- | --------- | --------- | -------------- | -------------- | ----- | ----- |
| YSCC Yokohama | 2018  | 0         | 0         | -              | -              | 0     | 0     |
| YSCC Yokohama | 2019  | 32        | 13        | -              | -              | 32    | 13    |
| Total         | Total | 32        | 13        | 0              | 0              | 32    | 13    |